# Синклер, Колин
Чарльз Колин Синклер (англ. Charles Colin Sinclair;) — австралийский боксёр. Участник летних Олимпийских игр 1924 года.

## Биография
Колин Синклер родился 15 июня 1890 года в австралийском городе Эйдсволд.
Дебютировал в любительском боксе 4 октября 1921 года в Сиднее, проведя за день два поединка: Синклер проиграл Ф. Мартину и победил Г. Кейна.
В 1924 году вошёл в состав сборной Австралии на летних Олимпийских играх в Париже. В весовой категории до 61,2 кг в 1/16 финала решением судей выиграл у Хюба Барсгарста из Нидерландов, в 1/8 финала решением судей проиграл Даниэлю Генону из Бельгии.
Поединки на Олимпиаде стали для Синклера последними в карьере. Всего он провёл семь боёв, выиграл четыре из них.
Умер 30 августа 1970 года в Брисбене.